# Robbie Merrill
Robbie Merrill (nascido em 13 de junho, 1963 em Lawrence, Massachusetts) é um baixista estadunidense, melhor conhecido por seu trabalho na banda de heavy metal Godsmack.[carece de fontes?]
Robbie foi um dos membros fundadores da banda Godsmack, tendo conhecido Sully Erna através da irmã dele e tornando-se amigos e colegas de quarto. Em fevereiro de 1995, Erna decidiu começar uma banda como o vocalista principal após ter tocado bateria por mais de 23 anos. A banda, de nome "The Scam", foi formada por Erna no vocal, Robbie Merrill no baixo, Lee Richards na guitarra e Tommy Stewart na bateria. The Scam logo mudou o seu nome para Godsmack, após gravar um demo.
Robbie é também um dos membros fundadores da banda Another Animal, junto com Shannon Larkin, Tony Rombola, Lee Richards e Whitfield Crane. Exceto por Whit Crane, todos são ou já foram membros de Godsmack.
Merrill esteve na série IMV "Behind The Player" de DVDs. Em seu DVD, ele fala sobre a sua vida como músico intimamente, e dá aulas de como tocar as músicas Speak e Voodoo no baixo e toca ambas as músicas com o baterista de Godsmack, Shannon Larkin.

## Discografia

### Godsmack
- 1998: Godsmack
- 2000: Awake
- 2003: Faceless
- 2004: The Other Side
- 2006: IV
- 2007: Good Times, Bad Times... Ten Years of Godsmack

### Another Animal
- 2007: Another Animal